# Estació d'Urquinaona
Urquinaona és una estació de les línies L1 i L4 del Metro de Barcelona situada sota la Plaça d'Urquinaona entre els districtes de l'Eixample i Ciutat Vella de Barcelona.

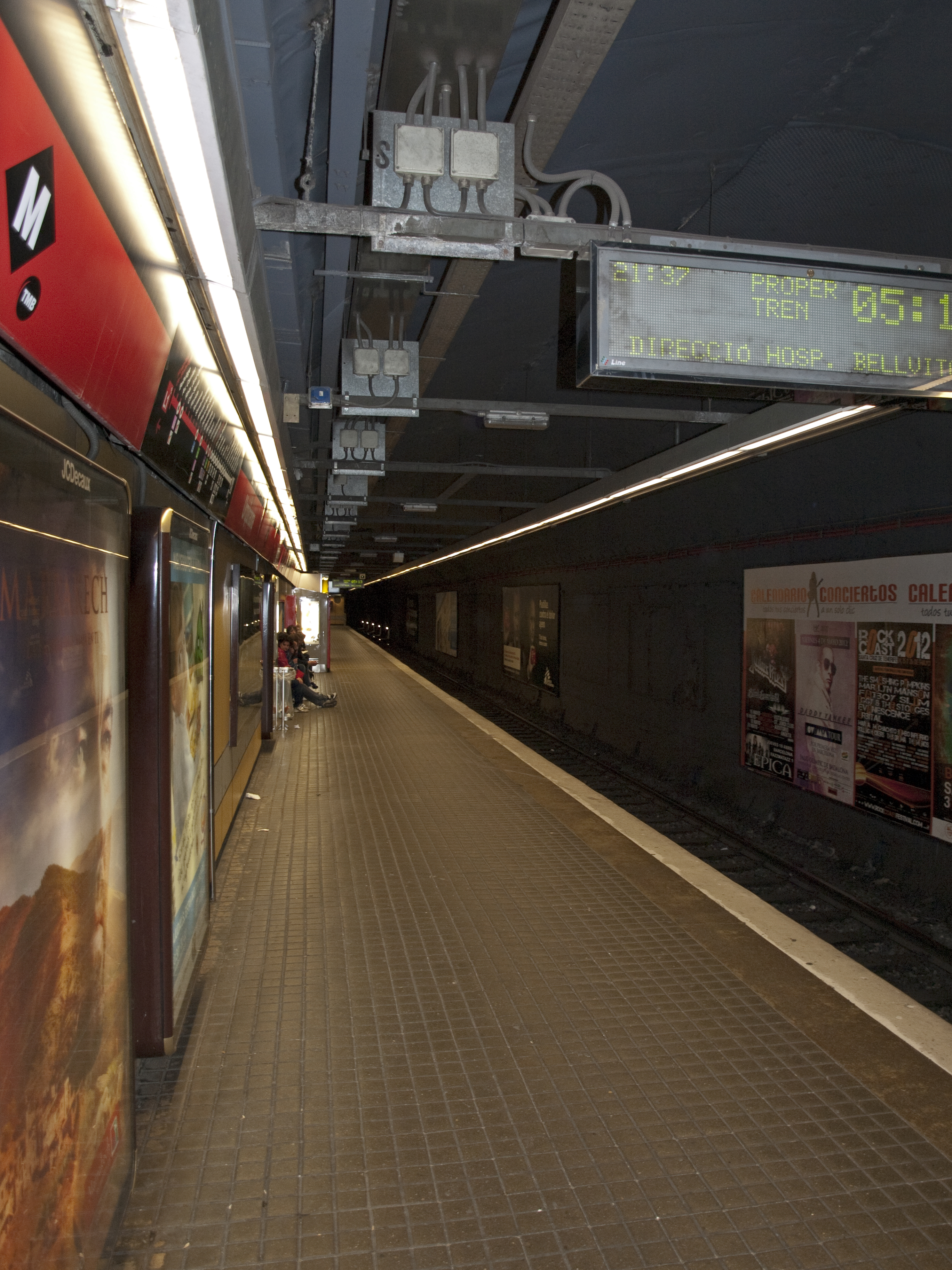
L'estació de la L1

El 1926 es va inaugurar l'estació de la L4 de Metro de Barcelona, que està situada sota la Via Laietana, com a part del ramal del Gran Metro de Barcelona. Posteriorment, el 1932 es va obrir al públic l'estació de la L1 del Metro de Barcelona, que es troba sota la Ronda Sant Pere, com a part de la primera prolongació del Metro Transversal.
Al principi les estacions de les dues línies no tenien transbord subterrani directe perquè pertanyien a empreses diferents. No va ser fins als anys 50 que es van unificar i es va construir la connexió entre ambdues línies per sota de la Plaça Urquinaona.
El 1972 amb el tancament del ramal del Gran Metro, per a integrar-lo a la nova Línia IV, va ser tancada l'estació de la L4, que va ser reoberta un any després com a part de la llavors línia IV, que va adoptar el nom de L4 el 1982.

## Serveis ferroviaris
| Metro de Barcelona     |                   |       |               |                        |
| Procedència/Destinació | <                 | Línia | >             | Procedència/Destinació |
| Hospital de Bellvitge  | Catalunya         |       | Arc de Triomf | Fondo                  |
| Trinitat Nova          | Passeig de Gràcia |       | Jaume I       | La Pau                 |

## Accessos
- Carrer de Trafalgar (L1-L4)
- Carrer de les Jonqueres (L4)
- Plaça d'Urquinaona Sud (L1-L4)
- Plaça d'Urquinaona Nord (L1-L4)
- Carrer del Bruc (L1)